# Shades of Deep Purple
Shades of Deep Purple é o álbum de estreia da banda de hard rock inglesa Deep Purple, lançado em Julho de 1968 pela Tetragrammaton Records, nos Estados Unidos, e em Setembro de 1968 pela Parlophone no Reino Unido. O grupo, originalmente designado por Roundabout, foi uma ideia do ex-baterista dos Searchers, Chris Curtis, que recrutou Jon Lord e Ritchie Blackmore antes de deixar o projecto. A formação final da banda ficou completa com o vocalista Rod Evans, o baixista Nick Simper e o baterista Ian Paice, em Março de 1968.
Após dois meses de ensaios, Shades of Deep Purple foi gravado em apenas três dias em Maio de 1968, contendo quatro músicas originais e quatro covers, cuidadosamente trabalhados para incluir interlúdios clássicos e parecer mais psicadélico. Em termos de estilo, o álbum está próximo do rock psicadélico e do rock progressivo, dois géneros em crescimento na década de 1960.
O álbum não foi bem recebido no Reino Unido, onde pouco vendeu, e nem entrou para as tabelas de vendas. Pelo contrário, nos Estados Unidos foi um sucesso, e o single Hush, uma música de rock muito ritmada escrita por Joe South, tornou-se popular na época, chegando ao 4.º lugar na tabela Billboard Hot 100. As boas vendas do álbum e a intensa passagem do single na rádio, contribuíram para a atenção que os Deep Purple iriam ter nas suas primeiras digressões pelos Estados Unidos e durante os anos 1970. As análises recentes ao álbum são positivas e consideram Shades of Deep Purple uma peça importante na história dos Deep Purple.
| Críticas profissionais                                                      | Críticas profissionais |
| Avaliações da crítica                                                       | Avaliações da crítica  |
| Fonte                                                                       | Avaliação              |
| --------------------------------------------------------------------------- | ---------------------- |
| allmusic                                                                    | [ 2 ]                  |
| Esta tabela precisa de ser acompanhada por texto em prosa. Consulte o guia. |                        |

## Faixas
| Lado um |                                                          |                                                             |         |  |
| N.º     | Título                                                   | Compositor(es)                                              | Duração |  |
| 1.      | "And the Address"                                        | Ritchie Blackmore, Jon Lord                                 | 4:38    |  |
| 2.      | "Hush" (cover de Billy Joe Royal)                        | Joe South                                                   | 4:24    |  |
| 3.      | "One More Rainy Day"                                     | Lord, Rod Evans                                             | 3:40    |  |
| 4.      | "Prelude: Happiness / I'm So Glad" (cover de Skip James) | Blackmore, Evans, Lord, Ian Paice, Nick Simper / Skip James | 7:19    |  |

| Lado dois |                                   |                             |         |  |
| N.º       | Título                            | Compositor(es)              | Duração |  |
| 1.        | "Mandrake Root"                   | Blackmore, Lord, Evans      | 6:09    |  |
| 2.        | "Help!" (cover de The Beatles)    | John Lennon, Paul McCartney | 6:01    |  |
| 3.        | "Love Help Me"                    | Blackmore, Evans            | 3:49    |  |
| 4.        | "Hey Joe" (cover de Jimi Hendrix) | Billy Roberts               | 7:33    |  |

| Faixas bônus na re-edição em CD |                |         |  |
| N.º                             | Título         | Duração |  |
| 9.                              | "Shadows"      | 3:39    |  |
| 10.                             | "Love Help Me" | 3:30    |  |
| 11.                             | "Help!"        | 5:24    |  |
| 12.                             | "Hey Joe"      | 4:06    |  |
| 13.                             | "Hush"         | 3:53    |  |

## Créditos
- Rod Evans - vocal
- Ritchie Blackmore - guitarra
- Nick Simper - baixo, vocal de apoio
- Jon Lord - órgão, teclados, vocal de apoio
- Ian Paice - bateria

### Informações técnicas
- Produzido por Derek Lawrence
- Engendrado por Barry Ainsworth
- Faixas bônus gravadas em 1968 e 1969
- Dedicado a Bobby, Chris, Dave e Ravel
- Digitalmente remasterizado e restaurado por Peter Mew em Abbey Road Studios, Londres

## Paradas musicais
| Ano  | Parada musical                    | Posição |
| ---- | --------------------------------- | ------- |
| 1968 | RPM100 Albums (Canadá)            | 19      |
| 1968 | Billboard 200 (América do Norte)< | 24      |

| Ano  | Título | Parada musical          | Posição |
| ---- | ------ | ----------------------- | ------- |
| 1968 | "Hush" | RPM50 Singles (Canadá)  | 2       |
| 1968 | "Hush" | Billboard Hot 100 (USA) | 4       |
| 1968 | "Hush" | Swiss Singles Chart     | 7       |